# Solčianky
Solčianky (in ungherese Szolcsányka) è un comune della Slovacchia facente parte del distretto di Topoľčany, nella regione di Nitra.